# Viatcheslav Kourginian
Viatcheslav Sedrakovitch Kourginian (en russe : Вячесла́в Седра́кович Кургиня́н) est un patineur de vitesse sur piste courte russe né le 22 décembre 1986.

## Biographie
Il participe aux épreuves de patinage de vitesse sur piste courte aux Jeux olympiques de 2006 et son meilleur classement est une 14e place au 500 mètres.